# Torre Bulart-Rialp

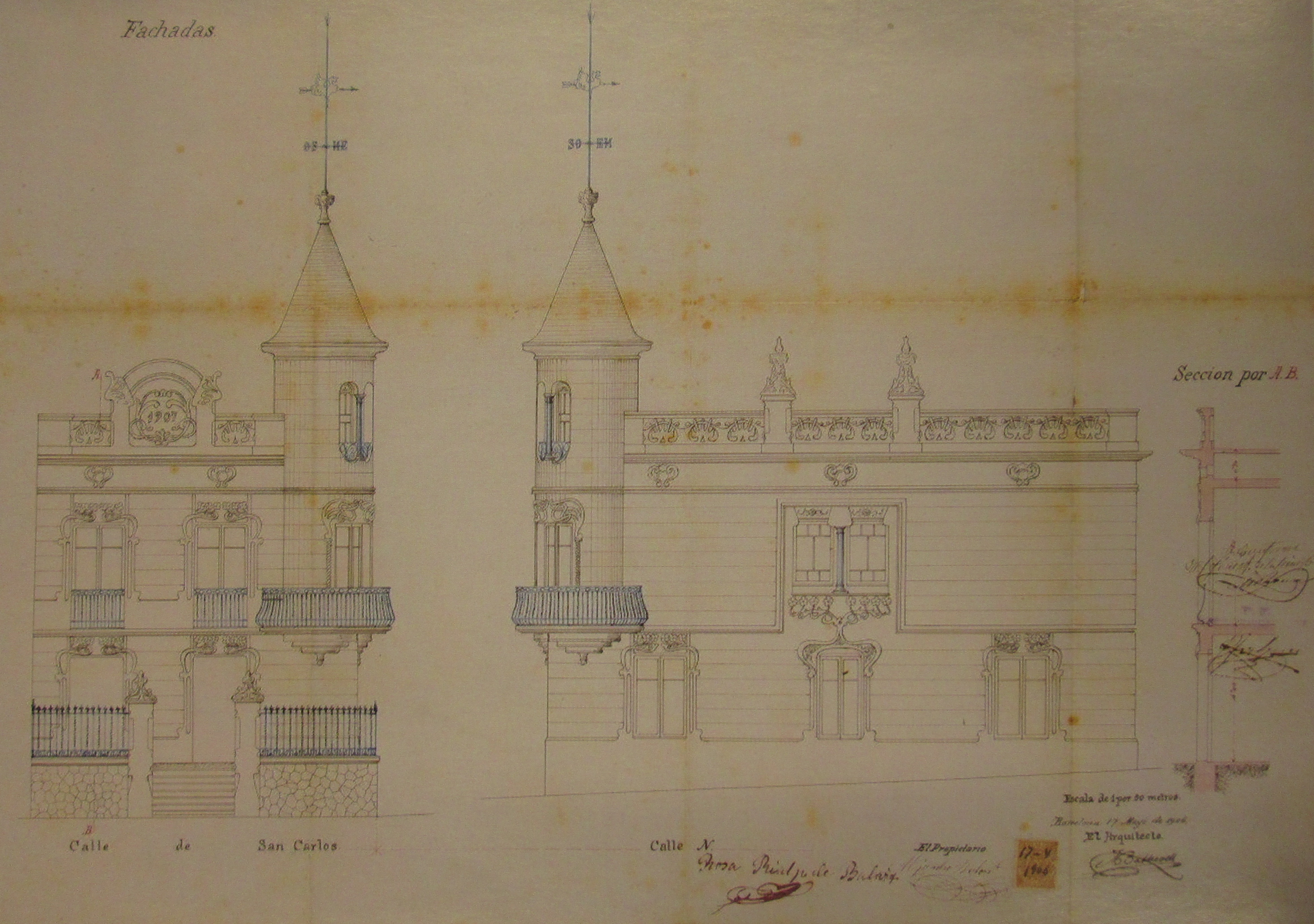
Plano original, 17 de mayo de 1906. Alzados de las fachadas y sección.

La Torre Bulart-Rialp es una casa de construcción modernista situada entre las calles Císter n.º 25 y Melilla n.º 9, de Barcelona, España. La casa fue proyectada por el arquitecto Juli Batllevell, quien la hizo por encargo del matrimonio Alejandro Bulart y Rosa Rialp, siendo construida entre los años 1906 y 1907, este último año es el que consta en la fachada.
Se trata de una torre modernista típica de veraneo de principios del siglo XX, catalogada en la ruta del modernismo por el Ayuntamiento de Barcelona. Entre sus características destaca, como elemento emblemático, una torre mirador en una esquina. Actualmente acoge el restaurante Café 1907.

## Descripción
La casa consta de planta baja, piso, y mirador, con jardín y entrada por delante y un pequeño patio por detrás. El elemento más emblemático es la torre mirador, que hace esquina con las dos fachadas y que se genera a partir del primer piso mediante un balcón, también de planta circular. La torre ha perdido el florón con una cruz de cuatro brazos que se encontraba en la punta, también había dos pináculos florales que sobresalían de la balaustrada de la fachada lateral que han desaparecido al igual que la baranda.
Toda la fachada está cubierta con falsos sillares, el elemento más remarcable de la construcción son los ornamentos florales de todas las aperturas, con elegantes coups de fouet de piedra artificial, que también enmarcan el año de construcción de la casa en la barandilla de la azotea.
En el año 1982 se rodaron varias escenas destacadas de la película La plaça del diamant, película inspirada en la novela homónima de Mercè Rodoreda.
Desde 1996 la casa es regentada por la familia Sala, saga de hosteleros de Barcelona.